# Ожарівська сільська рада
Ожа́рівська сільська́ ра́да — адміністративно-територіальна одиниця та орган місцевого самоврядування у Старосинявському районі Хмельницької області. Адміністративний центр — село Ожарівка.

## Загальні відомості
Ожарівська сільська рада утворена в 1929 році.
- Територія ради: 26,48 км²
- Населення ради: 492 особи (станом на 2001 рік)
- Територією ради протікає річка Попівка

## Населені пункти
Сільській раді підпорядковані населені пункти:
- с. Ожарівка
- с. Пишки

## Склад ради
Рада складається з 15 депутатів та голови.
- Голова ради: Стаднік Григорій Михайлович
- Секретар ради: Козлик Людмила Мефодіївна

### Керівний склад попередніх скликань
| Прізвище, ім'я, по батькові | Основні відомості                                                         | Дата обрання | Дата звільнення |
| --------------------------- | ------------------------------------------------------------------------- | ------------ | --------------- |
| Стаднік Григорій Михайлович | Сільський голова, 1951 року народження, освіта вища, член Народної партії | 26.03.2006   | 31.10.2010      |
| Стаднік Григорій Михайлович | Сільський голова, 1951 року народження, освіта вища, безпартійний         | 31.10.2010   |                 |

Примітка: таблиця складена за даними сайту Верховної Ради України

### Депутати
За результатами місцевих виборів 2010 року депутатами ради стали:

#### За суб'єктами висування
| Суб'єкт висування                 | Кількість обраних депутатів | %    |
| --------------------------------- | --------------------------- | ---- |
| Народна партія                    | 8                           | 53,3 |
| Самовисування                     | 3                           | 20   |
| Єдиний Центр                      | 1                           | 6,7  |
| Партія регіонів                   | 1                           | 6,7  |
| Політична партія «Сильна Україна» | 1                           | 6,7  |
| Соціалістична партія України      | 1                           | 6,7  |

#### За округами
| № округу                          | Прізвище, ім'я, по батькові    | Дата визнання обраним | Освіта             | Партійна приналежність                        | Відомості про обраного депутата         |
| --------------------------------- | ------------------------------ | --------------------- | ------------------ | --------------------------------------------- | --------------------------------------- |
| Єдиний Центр                      |                                |                       |                    |                                               |                                         |
| 9                                 | Гуменна Надія Миколаївна       | 01.11.2010            | вища               | член Єдиного Центру                           | Пишецька загальноосвітня школа, вчитель |
| Народна Партія                    |                                |                       |                    |                                               |                                         |
| 2                                 | Пасічник Олександр Іванович    | 01.11.2010            | середня            | член Народної партії                          | ВП Надія, тракторист                    |
| 6                                 | Тимофієв Григорій Павлович     | 01.11.2010            | середня            | член Народної партії                          | ВП Надія, завферма                      |
| 7                                 | Нестерук Тетяна Володимирівна  | 01.11.2010            | вища               | член Народної партії                          | ВП Надія, бухгалтер                     |
| 8                                 | Козлик Любов Максимівна        | 01.11.2010            | середня спеціальна | член Народної партії                          | пенсіонер                               |
| 10                                | Козлик Людмила Мефодіївна      | 01.11.2010            | середня            | член Народної партії                          | Ожарівська с/рада, секретар             |
| 11                                | Смаль Володимир Григорович     | 01.11.2010            | середня            | член Народної партії                          | ВП Надія, тракторист                    |
| 12                                | Козлик Микола Васильович       | 01.11.2010            | середня            | член Народної партії                          | ВП Надія, різноробочий                  |
| 13                                | Шматлай Сергій Миколайович     | 01.11.2010            | середня спеціальна | член Народної партії                          | ВП Надія, старший бухгалтер             |
| Партія регіонів                   |                                |                       |                    |                                               |                                         |
| 5                                 | Русецький Валерій Аськович     | 01.11.2010            | середня            | член Партії регіонів                          | Одноосібник                             |
| Політична партія «Сильна Україна» |                                |                       |                    |                                               |                                         |
| 1                                 | Сухомлінова Людмила Леонідівна | 01.11.2010            | середня            | позапартійна                                  | ВП Надія, кухар                         |
| Соціалістична партія України      |                                |                       |                    |                                               |                                         |
| 15                                | Мороз Олег Васильович          | 01.11.2010            | вища               | член Соціалістичної партії України            | Пишецька загальноосвітня школа, вчитель |
| Самовисування                     |                                |                       |                    |                                               |                                         |
| 3                                 | Якимчук Іван Васильович        | 01.11.2010            | середня            | позапартійний                                 | ВП Надія, різнороб                      |
| 4                                 | Стаднік Алла Серафимівна       | 01.11.2010            | середня            | член Всеукраїнського об'єднання «Батьківщина» | Відділення зв'язку, завпоштою           |
| 14                                | Германова Юлія Алізорівна      | 14.11.2010            | середня            | позапартійна                                  | Пишецький сільський клуб, завклуб       |